# Metody zamezení dvojího zdanění
Metody zamezení dvojího zdanění jsou postupy, které se používají v oblasti daní z příjmů a z majetku pro určení, jak se postupuje v daňovém řízení ve státě, v němž je skutečný vlastník konkrétního příjmu nebo majetku daňovým rezidentem. Tyto metody se uplatňují především v mezinárodních smlouvách o zamezení dvojího zdanění a zajišťují, aby da%novému rezidentovi nebyl podruhé zdaněn jeho příjem nebo majetek, který byl podle příslušných ustanovení dané smlouvy o zamezení dvojího zdanění již jednou zdaněn ve státě zdroje.

## Metoda vynětí příjmů
Metoda vynětí příjmů (anglicky Exemption) dosažených v zahraničí se vyskytuje převážně ve starších smlouvách o zamezení dvojího zdanění (například se Spolkovou republikou Německo či Spojeným královstvím). Tato metoda se neuplatňuje vůči příjmům z dividend, úroků a licenčních poplatků. V nově uzavíraných smlouvách o zamezení dvojího zdanění se metoda vynětí používá ojediněle a na většinu příjmů se aplikuje výhradně metoda prostého zápočtu. Při aplikaci metody vynětí příjmů sice rezident přizná své celosvětové příjmy, nicméně příjmy ze zahraničí, na které se vztahuje tato metoda, vyjme ze základu daně před výpočtem samotné daňové povinnosti. Jinými slovy – tyto příjmy nejsou podrobeny zdanění ve státě rezidence. Holmes rovněž uvádí, že tato metoda plně eliminuje tzv. „source – residence conflict“. Metoda vynětí příjmů může nabývat dvou podob, a to úplného vynětí a vynětí s výhradou progrese, které má vliv na určení výše daňové sazby, což však v případě, že daný stát neukládá progresivní zdanění příjmů, vede ke stejnému efektu jako úplné vynětí.

### Vynětí úplné
Úplné vynětí příjmů (anglicky Full exemption) je nejjednodušší variantou, v tomto případě se příjmy mající zdroj v zahraničí sice u rezidentů vykážou jako zdanitelné, ale ihned se o ně celosvětový základ daně sníží – neberou v potaz vůbec.

### Vynětí s výhradou progrese
Metoda vynětí s výhradou progrese (angl. Exemption with progression) je obdobná, příjem ze zahraničí se taktéž do daňového základu nezahrnuje, použije se pro volbu sazby daně v souhrnu příjmů. Metoda s výhradou progrese má smysl v případech, kdy jsou příjmy ve smluvním státě zdaněny progresivní daní. Česká republika od tohoto zdanění upustila. Metoda vynětí s výhradou progrese se ve světě uplatňuje ve dvou variantách:
- metoda zprůměrování (averaging)
- metoda vrchního dílku (top slicing)[4]

#### Metoda zprůměrování
Princip metody zprůměrování spočívá v tom, že se vypočítá daňová povinnost ze souhrnu dílčích základů daně z tuzemska a ze zahraničí podle tuzemské klouzavě progresivní stupnice (podle § 16 ZDP) a na ni navazující daňové zatížení. Vypočtené daňové zatížení celkového základu daně se přenese na dílčí základ daně v tuzemsku. Při použití této metody vynětí s výhradou progrese se z úhrnu dílčích základů daně podle § 6 až 10 sníženého o úhrn ztrát, před uplatněním nezdanitelných částí a částek odčitatelných od základu daně vyjímají příjmy (výnosy) plynoucí ze zdrojů v zahraničí, které podléhají zdanění v zahraničí v souladu s uzavřenou mezinárodní smlouvou. Z ostatního příjmu se vypočte daň sazbou daně ze základu daně nesníženého o vyjmuté příjmy (výnosy).

#### Metoda vrchního dílku
Princip metody vrchního dílku spočívá ve zjištění souhrnu dílčích základů daně z tuzemska a ze zahraničí a pro tento celkový základ daně se vyhledá v tuzemském předpisu příslušné pásmo klouzavě progresivní stupnice z hlediska jeho výše a odpovídající sazba daně (tzv. marginální), kterou se zatíží. Podle této metody je příjem dosažený v tuzemsku jakoby zařazen nad příjmy dosažené v zahraničí. V této souvislosti je třeba konstatovat, že metoda vrchního dílku není ve smlouvách, kterou uzavřela ČR, uplatněna. V daňové praxi v zahraničí je pak tato metoda uplatňována s určitými drobnými metodickými odchylkami.

### Vynětí příjmů ze závislé činnosti
Zákon č. 586/1992 Sb., o daních z příjmů (dále ZDP) v §38f odst. 4 umožňuje daňovým rezidentům České republiky, majícím příjmy ze závislé činnosti v zahraničí, uplatnit u takových příjmů metodu vynětí. Podmínky pro uplatnění tohoto ustanovení jsou:
- musí jednat o příjem ze státu, se kterým má Česká republika uzavřenou smlouvu o zamezení dvojího zdanění,
- stát zdroje tento příjem podrobil zdanění.[6]

## Metoda zápočtu
Metoda zápočtu daně (anglicky Credit method), která je rozšířenější než výše zmíněná metoda vynětí, poplatníkovi umožňuje snížit daň vypočtenou z celosvětových příjmů o daň, kterou již zaplatil v zahraničí v souladu s daňovými předpisy státu zdroje a s příslušnou SZDZ. I metoda zápočtu má své varianty, které se liší podle způsobu zápočtu daně zaplacené v zahraničí. V praxi se používají následující dvě metody zápočtu daně:

### Plný zápočet
Metoda plného zápočtu (anglicky Full credit) spočívá v tom, že daň zaplacená v zahraničí se plně započte na daňovou povinnost v tuzemsku (v celé výši) a o výši zápočtu daně se sníží daňová povinnost poplatníka.

### Metoda prostého zápočtu
Metoda prostého zápočtu (anglicky Ordinary credit) vychází z předpokladu, že daň zaplacená v zahraničí v souladu se zahraničními daňovými předpisy a případně modifikovaná mezinárodní daňovou smlouvou se započte na daňovou povinnost v tuzemsku, maximálně však do výše daně, která by připadala poměrně na zahraniční příjem v tuzemsku. Zápočet prostý i plný může být proveden pouze do výše vzniklé daňové povinnosti v ČR. Pokud nemůže být dle výpočtu prostého zápočtu uplatněna celá částka daně ve vztahu se smluvním státem, pak má poplatník právo uplatnit tento vzniklý rozdíl následující období dle § 24 odst. 2 písm. ch) ZDP. Daň zaplacená v zahraničí se prokazuje, dle § 38 f) ZDP, potvrzením zahraničního správce daně, v odůvodněných případech i potvrzením plátce daně nebo depozitáře o sražení daně.